# Chrysopa parallela
Chrysopa parallela är en insektsart som beskrevs av Navás 1931. Chrysopa parallela ingår i släktet Chrysopa och familjen guldögonsländor. Inga underarter finns listade i Catalogue of Life.